# Friedrich August Moschütz
Friedrich August Moschütz (* um 1805 in Luckau, Niederlausitz, Königreich Sachsen; † nach 1869) war ein deutscher Orgelbauer in Herzberg in der Niederlausitz.

## Leben
Er war Schüler und Geselle von Carl Friedrich Beyer in Naumburg. 1834 erhielt Friedrich August Moschütz das Bürgerrecht der Stadt Herzberg als Orgelbauer. Zwischen 1835 und 1869 sind Arbeiten an Orgeln von ihm bekannt.
Der Sohn Hermann Moschütz war um 1859 Schüler bei Ernst Wiegand in Borna. Von ihm ist nur ein Reparaturangebot in Lindow bekannt.

## Werke (Auswahl)
Von Friedrich August Moschütz sind  12 Orgelneubauten in der Niederlausitz, dem Fläming und der damaligen Provinz Sachsen bekannt, dazu Umbauten, Reparaturen und eine Umsetzung. Einige Werke sind erhalten.
Orgelneubauten
| Jahr      | Ort                     | Gebäude    | Bild | Manuale | Register | Bemerkungen                                                                                    |
| --------- | ----------------------- | ---------- | ---- | ------- | -------- | ---------------------------------------------------------------------------------------------- |
| 1837      | Arnsdorf                | Dorfkirche |      | I/P     | 9        | erhalten                                                                                       |
| 1837      | Gölsdorf                | Dorfkirche |      | I/P     | 5        |                                                                                                |
| 1840      | Naundorf bei Wittenberg | Dorfkirche |      |         |          | 2013 Restaurierung durch Rainer Wolter, dabei Inschrift Moschütz 1840 auf Wellenbrett entdeckt |
| 1842      | Elster                  | Kirche     |      | I/P     |          | 1874 ersetzt                                                                                   |
| 1843      | Schönefeld              | Dorfkirche |      | I/P     |          |                                                                                                |
| 1844–1845 | Groß Ziescht            | Dorfkirche |      | I/P     | 9        | erhalten                                                                                       |
| 1846      | Liedekahle              | Dorfkirche |      | I/P     | 7        | 1936 Umdisponierung durch Schuke, erhalten                                                     |
| 1847      | Merzdorf bei Baruth     | Dorfkirche |      | I/P     | 8        | erhalten                                                                                       |
| 1847–1848 | Zschackau               | Dorfkirche |      | I/P     | 8        |                                                                                                |
| 1856      | Fröhden                 | Dorfkirche |      | I/P     | 9        |                                                                                                |
| 1860      | Hohenahlsdorf           | Dorfkirche |      | I/P     | 7        |                                                                                                |
| 1866      | Schlenzer               | Dorfkirche |      | II/P    | 11       | größte erhaltene Moschütz-Orgel                                                                |

Weitere Arbeiten
| Jahr    | Ort         | Gebäude          | Bild | Manuale | Register | Bemerkungen                        |
| ------- | ----------- | ---------------- | ---- | ------- | -------- | ---------------------------------- |
| 1839    | Jüterbog    | St. Jacobi       |      |         |          | Reparaturen                        |
| 1840    | Liebenwerda | St. Nikolai      |      |         |          | Reparaturen                        |
| 1843    | Jüterbog    | St. Nikolai      |      |         |          | Dispositionsänderungen             |
| 1843    | Jüterbog    | Liebfrauenkirche |      |         |          | Reparaturen                        |
| 1843    | Jüterbog    | Mönchenkirche    |      |         |          | Reparaturen                        |
| ab 1844 | Luckenwalde | St. Johannis     |      |         |          | Reparaturen                        |
| 1848    | Drahnsdorf  | Dorfkirche       |      |         |          | Umsetzung der Orgel aus Liedekahle |
| 1852    | Baruth      | Stadtkirche      |      |         |          | Dispositionsänderungen             |